# Corydalis borii
Corydalis borii är en vallmoväxtart som beskrevs av C. E. C. Fischer. Corydalis borii ingår i släktet nunneörter, och familjen vallmoväxter. Inga underarter finns listade i Catalogue of Life.